# Каро, Данило
Дани́ло Каро Гуарнье́ри (исп. Danilo Caro Guarnieri; род. 6 сентября 1965, Богота) — колумбийский стрелок. Участник четырёх летних Олимпийских игр, чемпион Панамериканских игр 1999 года в трапе.

## Спортивная биография
В 1996 году Данило Каро дебютировал на летних Олимпийских играх. В соревнованиях в трапе колумбийский стрелок набрал 118 очков, что позволило ему занять лишь 31-е место. В 1999 году Данило уверенно выиграл Панамериканские игры в состязаниях в трапе.
На летних Олимпийских играх 2000 года в Сиднее Каро принял участие в двух дисциплинах. В трапе колумбийский стрелок лишь в перестрелке уступил путёвку в финал и занял итоговое 7-е место. В дубль-трапе результат оказался менее успешным и Каро, набрав 120 очков, стал только 23-м. На Панамериканских играх 2003 года Каро вновь попал в тройку призёров, завоевав бронзовую медаль.
В 2004 году на летних Олимпийских играх в Афинах Каро вновь принял участие только в трапе. Эти Игры оказались самыми неудачными для колумбийца. В предварительном раунде Данило смог набрать всего 108 очков и с этим результатом он занял всего лишь 33-е место.
В следующий раз на летних Олимпийских играх Каро выступил только в 2012 году в Лондоне, куда он отобрался, завоевав серебряную медаль на Панамериканских играх 2011 года. Также он пробовался отобраться в дубль-трапе, но не смог пройти квалификационный отбор. В соревнованиях в трапе колумбийский стрелок вновь не смог попасть в финал. Набрав 115 очков, Данило занял лишь 29-е место.

## Результаты

### Олимпийские игры
| Олимпийские игры    | Трап | Дубль-трап |
| ------------------- | ---- | ---------- |
| Атланта 1996        | 31   | —          |
| Сидней 2000         | 7    | 23         |
| Афины 2004          | 33   | —          |
| Лондон 2012         | 29   | —          |
| Рио-да-Жанейро 2016 | 27   | —          |

### Чемпионат мира
| Чемпионат мира | Трап | Дубль-трап |
| -------------- | ---- | ---------- |
| Фаньяно 1994   | 34   | 84         |
| Никосия 1995   | 67   | —          |
| Лима 1997      | 9    | 13         |
| Барселона 1998 | 36   | 60         |
| Тампере 1999   | 26   | —          |
| Каир 2001      | 33   | 41         |
| Никосия 2003   | 15   | —          |
| Лонато 2005    | 55   | —          |
| Лима 2013      | 42   | 28         |